# GData
GData(Google Data Protocol, 구글 데이터 프로토콜)는 구글이 설계한 인터넷 상의 데이터를 읽고 쓰기 위한 단순 프로토콜을 제공한다. GData는 공통 XML 기반 신디케이션 포맷(Atom과 RSS)을 아톰 기반 피드 게시 시스템과 통합하고 쿼리 처리를 위한 일부 확장 기능을 제공한다. 데이터 포맷으로 XML 또는 JSON에 의존한다.
구글은 자바, 자바스크립트, .NET, PHP, 파이썬, 오브젝티브-C용 데이터 클라이언트 라이브러리를 제공한다.

## 구현체
libgdata라는 이름의 구현체가 C로 작성되어 있으며 GPL 라이선스로 배포된다.

## 같이 보기
- 자원 기술 프레임워크(RDF) – W3C의 유사 개념